# (499) Venusia
(499) Venusia – planetoida z pasa głównego asteroid okrążająca Słońce w ciągu 8 lat i 12 dni w średniej odległości 4,01 j.a. Została odkryta 24 grudnia 1902 roku w Landessternwarte Heidelberg-Königstuhl w Heidelbergu przez Maxa Wolfa. Nazwa planetoidy pochodzi od alternatywnej nazwy szwedzkiej wyspy Ven. Przed nadaniem nazwy planetoida nosiła oznaczenie tymczasowe (499) 1902 KX.